# No Quarter: Jimmy Page and Robert Plant Unledded
No Quarter е албум на живо на Джими Пейдж и Робърт Плант, и двамата бивши членове на английската рок група Лед Зепелин. Издаден е от Атлантик Рекърдс на 31 октомври 1994 г. Дългоочакваната среща между Джими Пейдж и Робърт Плант се случва в 90-минутен UnLedded проект на Ем Ти Ви, записан в Мароко, Уелс и Лондон. Това обаче не е събиране на Лед Зепелин, тъй като бившият басист и кийбордист Джон Пол Джоунс не присъства. Всъщност Джоунс дори не е канен за събирането от бившите си колеги от групата. По-късно той коментира, че не е доволен от това, че Плант и Пейдж кръщават албума на No Quarter, песен на Лед Зепелин, която до голяма степен е негово дело.
В допълнение към акустичните изпълнения, албумът включва преработка на песни на Лед Зепелин с участието на мароканска струнна група и египетски оркестър, допълващи основна група рокендрол музиканти, заедно с четири близкоизточни и марокански повлияни песни: City Don't Cry, Yallah (или The Truth Explodes), Wonderful One и Wah Wah.

## Участници в проекта (2007)
| Джими Пейдж | акустична китара, електрическа китара, мандолина | Пейдж и Плант                 |
| Робърт Плант | вокал                                            | Пейдж и Плант                 |
| Чарли Джоунс | бас китара, перкусии                             | Пейдж и Плант                 |
| Майкъл Лий | ударни, перкусии                                 | Пейдж и Плант                 |
| Порл Томпсън | ритъм китара, банджо                             | Пейдж и Плант                 |
| Найджъл Итън | хърди-гърди                                      | Пейдж и Плант                 |
| Джим Съдърланд | мандолина, бодран                                | Пейдж и Плант                 |
| Ед Шиърмър | хамънд орган                                     | Пейдж и Плант                 |
| Абделхак Едамане | марокански инструмент                            | Марокански струнен оркестър   |
| Брахим ел Белкани | марокански инструмент                            | Марокански струнен оркестър   |
| Ел Маджуб Ел Матун | марокански инструмент                            | Марокански струнен оркестър   |
| Хасан Ел Арфауи | марокански инструмент                            | Марокански струнен оркестър   |
| Хосам Рамзи, Абдел Салам Хейр, Али Абдел Салам, Фарук Ел Сафи, Фарид Хашаб | банджо, перкусии                                 | Египетски оркестър            |
| Амин Абдел Азим, Бахиг Михаел, Ханафи Солиман | струнни                                          | Египетски оркестър            |
| Ваел Абу Бакр | цигулка                                          | Египетски оркестър            |
| Андрю Браун, Андрю Паркър, Бил Хоукс, Джейн Аткинс, Джон Джезард, Никалас Пендълбери, Русен Гюнес | виола                                            | London Metropolitan Orchestra |
| Ан Морли, Кати Томпсън, Клеър Томпсън, Дейвид Юриц, Дейвид Огдън, Ед Коксън, Елизабет Лейтън, Хариет Дейвис, Иън Хъмфрис, Джереми Уилямс, Джесика О'Лиъри, Марк Бероу, Полин Лоубъри, Пери Монтегю-Мейсън, Питър Хансън, Рита Манинг, Розмари Фърнис | цигулка                                          | London Metropolitan Orchestra |
| Найма Ахтар | вокал                                            | London Metropolitan Orchestra |

## Траклист
| Nobody's Fault But Mine    | 4:06  |
| Thank You                  | 5:47  |
| No Quarter                 | 3:45  |
| Friends                    | 4:37  |
| Yallah                     | 4:59  |
| City Don't Cry             | 6:08  |
| Since I've Been Loving You | 7:29  |
| The Battle Of Evermore     | 6:41  |
| Wonderful One              | 4:57  |
| That's The Way             | 5:35  |
| Gallows Pole               | 4:09  |
| Four Sticks                | 4:52  |
| Kashmir                    | 12:27 |